# Бондаренко, Светлана Михайловна
Светлана Михайловна Бондаренко (род. 12 августа 1971 года в Запорожье) — украинская пловчиха-брассистка, заслуженный мастер спорта Украины (1995). Финалист Олимпиад 1996, 2004 годов. Призёр универсиад 1993 и 1997 г. Серебряная призёрша чемпионатов и розыгрышей Кубка мира. Многократный призёр Чемпионатов Европы по водным видам спорта. Победительница І Всеукраинских летних спортивных игр. Многократная рекордсменка Украины. Награждена орденом «За заслуги» ІІІ степени. Тренер — Иван Петрович Проскура.

## Биография
В 1993 году окончила Запорожский государственный университет. Старший прапорщик, с 1998 года выступает за общество Вооружённых сил Украины. Участница всемирных военных игр — в Загребе и на Сицилии заняла первое и второе места, в Индии и Бразилии завоевала бронзовые медали.
Несколько лет выступает за сборную Луганска, поскольку в родном Запорожье не оказывали должного внимания.
На 13-м Чемпионате Европы по водным видам спорта среди спортсменов категории мастерс, проходившем в Ялте, Бондаренко, выступавшая за черниговский клуб «No Stars Masters», заработала золотые медали на дистанциях 50 и 100 м брассом и установила два новых рекорда Европы в категории 40-44 лет, показав результаты 33.44 и 1:14.63 соответственно.
Дочь Юлия (1992), сын Максим (2005).